# Jan Helms
Jan Helms (* 3. März 1937 in Kiel; † 5. September 2023 in Tübingen) war ein deutscher Mediziner und Hochschullehrer für Hals-Nasen-Ohren-Heilkunde.

## Leben
Helms’ Vater betrieb eine HNO-Praxis in Lüchow (Wendland). Er studierte an der Eberhard Karls Universität Tübingen und der Philipps-Universität Marburg Medizin. 1957 wurde er im Corps Franconia Tübingen aktiv. Medizinalassistent war er bei Hans Erhard Bock. In der Absicht Internist zu werden, arbeitete er zwei Jahre in der Marburger Biochemie. Über einen Hamburger Kollegenfreund seines Vaters kam er zur Hals-Nasen-Ohren-Heilkunde. Mit Henning Hildmann durchlief er ab 1967 bei Dietrich Plester am Universitätsklinikum Tübingen die HNO-ärztliche Ausbildung. 1974 habilitierte er sich. Noch als Privatdozent erhielt er 1976 den Ruf der Johannes Gutenberg-Universität Mainz. 1987 wechselte er auf den Lehrstuhl der Julius-Maximilians-Universität Würzburg. Er pflegte die Zusammenarbeit mit den Neurochirurgen, in Mainz mit Madjid Samii, in Würzburg mit Karl-August Bushe und Klaus Roosen. Besonders befasste er sich mit Cochlea-Implantaten. Im Jahr 1996 wurde er als Mitglied in die Deutsche Akademie der Naturforscher Leopoldina aufgenommen. 2005 wurde er emeritiert. Er verstarb am 5. September 2023 in Tübingen.

## Schriften
- mit Jelena Krmpotić-Nemanić und Wolfgang Draf: Surgical Anatomy of Head and Neck. Springer, Berlin Heidelberg 1988. ISBN 978-3-642-71814-4.
- mit Hans Heinz Naumann, Claus Herberhold und Ernst Kastenbauer (Hrsg.): Oto-Rhino-Laryngologie in Klinik und Praxis, 3 Bände. Thieme, Stuttgart New York 1992–1994:
  - Bd. 1: Ohr, mit Chlodwig Beck
  - Bd. 2: Nase, Nasennebenhöhlen, Gesicht, Mundhöhle und Pharynx, Kopfspeicheldrüsen
  - Bd. 3: Hals, mit Claus Herberhold
- mit Eugenio A. Aguilar: Kopf- und Hals-Chirurgie, 2. Auflage. Thieme, Stuttgart New York 1996.